# Lista volumelor publicate în Colecția Science Fiction (Editura Brâncuși)
Aceasta este lista volumelor publicate în Colecția Science Fiction a Editurii Brâncuși din Târgu-Jiu în perioada 1992 - 1993 (primele volume) și în 1995 (al zecelea). Primul volum, Oul lui Zeltar de Robert Belfiore a apărut în 1992.

## Lista volumelor publicate
În continuare este prezentată lista volumelor publicate în Colecția SF:
| Nr. | Autor(i)                          | Titlu                   | Titlu original              | Traducător(i)    | Data apariției | Note / Ref.            |
| --- | --------------------------------- | ----------------------- | --------------------------- | ---------------- | -------------- | ---------------------- |
| 1   | Robert Belfiore                   | Oul lui Zeltar          | La Pieuvre de Xeltar        | Doru Baldea      | 1992           | roman.                 |
| 2   | Christian Léourier                | Omul care ucise iarna   | L'homme qui tua l'hiver     | Dumitru Tâlvescu | 1992           | roman.                 |
| 3   | J.-H. Rosny aîné                  | Navigatorii infinitului | Les Navigateurs de l'infini | Ion Hobana       | 1992           | roman.                 |
| 4   | Philippe Curval                   | Resacul spațiului       | Le Ressac de l'espace       | Liana Gheorghe   | 1992           | roman.                 |
| 5   | Luigi Menghini                    | Mercenarii rațiunii     | Il mio amico Stone          | Vasile Sichitiu  | 1992           | roman.                 |
| 6   | Virginio Marafante                | Capcana Kryanilor       | L'insidia dei Kryan         | Vasile Schitiu   | 1993           | roman.                 |
| 7   | Luigi Menghini                    | Asediul                 | L'assedio                   | Vasile Sichitiu  | 1993           | roman.                 |
| 8   | Grichka Bogdanoff, Igor Bogdanoff | Mașina fantomă          | La machine fantôme          | Doru Baldea      | 1993           | roman.                 |
| 9   | Luigi Menghini                    | Azeneg!                 | Iseneg!                     | Vasile Sichitiu  | 1993           | roman.                 |
| 10  | Ovidiu Bufnilă                    | Moartea purpurie        | -                           | -                | 1995           | colecție de povestiri. |

## Legături externe
- Colecția Science Fiction (Editura Brâncuși), isfdb.org
- Colecția Science Fiction (Editura Brâncuși), targulcartii.ro
- Colecția Science Fiction (Editura Brâncuși), 365mag.ro

## Vezi și
- Lista volumelor publicate în Colecția Fantastic Club (Editura Albatros)
- Lista cărților științifico-fantastice publicate în România înainte de 1989
- Lista volumelor publicate în Colecția Cyborg
- Lista volumelor publicate în Colecția Fahrenheit
- Lista volumelor publicate în Colecția Nautilus
- Lista volumelor publicate în Colecția Sci-Fi (Editura Teora)
- Lista volumelor publicate în Colecția SF (Editura Lucman)
- Lista volumelor publicate în Colecția Super Fiction (Editura Vremea)
- Lista volumelor publicate în Colecția SFFH (Editura Tritonic)
- Lista volumelor publicate în Colecția SF (Editura Tineretului)